# 버밍햄 선더볼츠
| 버밍햄 선더볼츠 |                            |
| 콘퍼런스        | {{{콘퍼런스}}}             |
| 디비전          | 동부 디비전                |
| 설립연도        | 2001년                     |
| 해체연도        | 2001년                     |
| 역사            | 버밍햄 선더볼츠 (2001년)   |
| 경기장          | 리전 필드                  |
| 연고지          | 앨라배마주 버밍햄          |
| 소유주          | World Wrestling Federation |
| 회장            |                            |
| 단장            | 팀 베리먼                  |
| 감독            | 게리 디나르도              |
| 리그 우승       |                            |
| 콘퍼런스 우승   | {{{콘퍼런스 우승}}}        |
| 디비전 우승     |                            |

버밍햄 선더볼츠(Birmingham Thunderbolts)는 앨라배마주, 버밍햄을 연고지로 하는 XFL 동부 디비전 소속 미식축구 팀이다. 홈 경기장은 리전 필드이다.